# Kaibara Ekiken

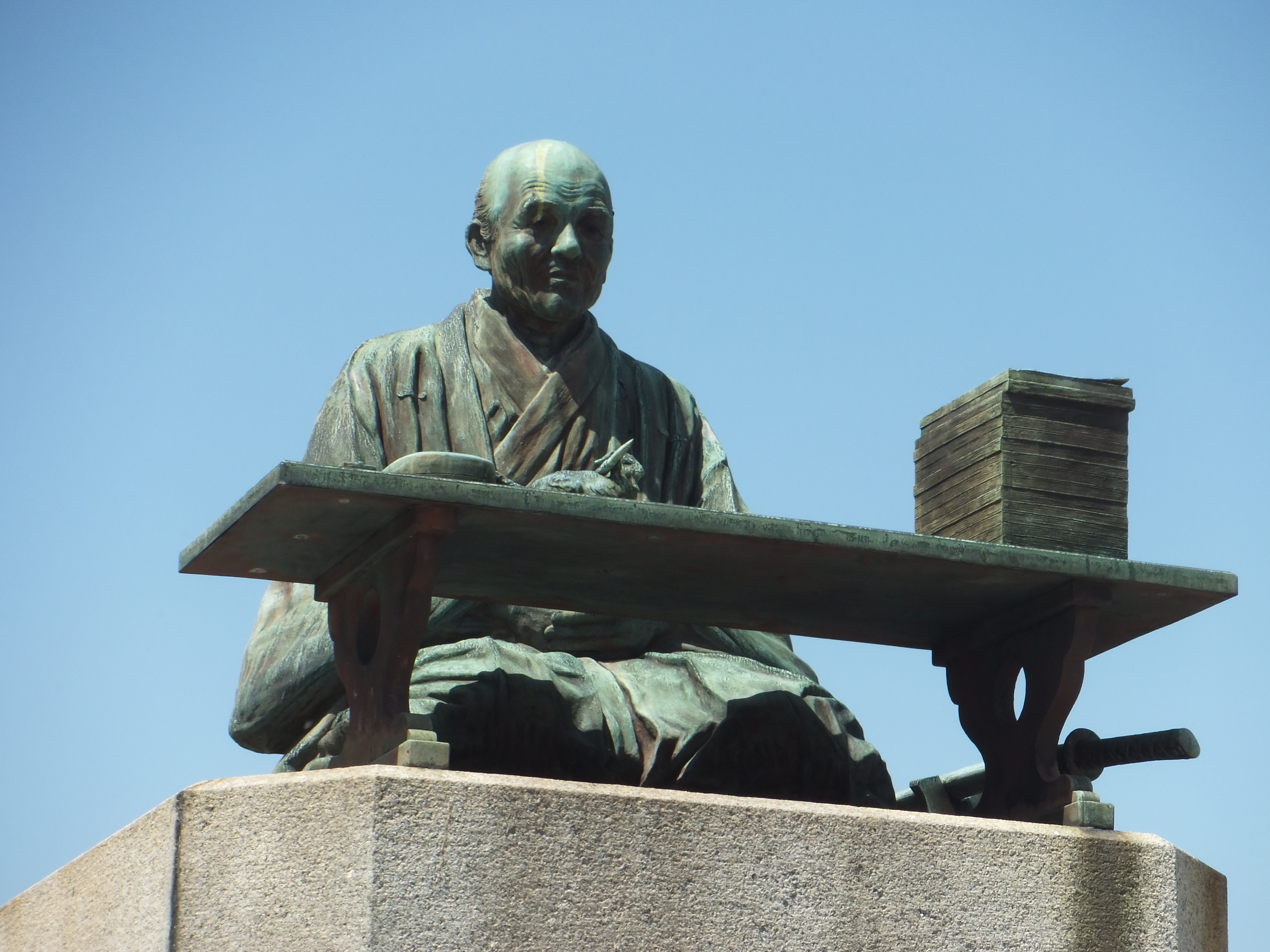
Monumento funerario en la tumba de Ekiken Kaibara, templo de Kinryū a Fukuoka

Kaibara Ekiken o Kaibara Ekken (貝原益軒?) (Fukuoka, 17 de diciembre de 1630 – 5 de octubre de 1714), fue un filósofo y científico japonés. Está considerado el máximo exponente del neoconfucianismo de su país,  y fue denominado «Aristóteles del Japón» por el japonólogo alemán Philipp Franz von Siebold.

## Su obra científica
Comparando sus conocimientos científicos con los escritos filosóficos tradicionales que estudiaba (herencia del neoconfucianismo, de las nociones  del taoísmo y del sintoísmo), llegó a la conclusión que estos no hacían más que hablar de la existencia de una «ley universal de la naturaleza», que también se podía comprender a través de la ciencia. Su gran tarea consistió a intentar traducir estos conceptos filosóficos, acontecidos según él obtusos y herméticos, en una enseñanza práctica expresada en lenguaje corriente japonés.
Esto se concretó con la edición de una serie de manuales, denominados kunmono, distribuidos por todo el país y que fueron muy populares, haciendo que Kaibara llegara a ser muy famoso en el Japón de su época, habían, por ejemplo, que explicaban «como criar los niños» o «cómo se tenían que comportar las mujeres».

Desde su más temprana juventud una chica debe observar la línea de demarcación que separa de las mujeres de los hombres, y nunca, ni por un instante, no se le podrá permitir ver u oír la menor incorrección. Las costumbres de la antigüedad no permitían que los hombres y las mujeres se sentasen en la misma habitación, mantener su prendas de vestir en el mismo lugar, a bañarse en el mismo lugar, o para transmitirse entre sí nada directamente de mano en mano. Una mujer . . . debe observar una cierta distancia en sus relaciones, incluso con su marido y con sus hermanos.
Ekiken, Kaibara. "Greater Learning for Women.” In Women and the Wisdom of Japan   Londres: John Murray, 1914.

También tuvo mucho éxito su obra sobre la salud, Yojokun, traducida por «Secretos de la salud y la longevidad de los japoneses» (1713). Aparte de estas obras publicó también un estudio sobre la botánica del Japón, Yamato Honzo, considerada la obra que inauguró esta ciencia en su país.
Sus obras completas están recogidas en la compilación Ekken zenshu, 8 volúmenes. (Tokio, 1910–1911).

## Obras publicadas

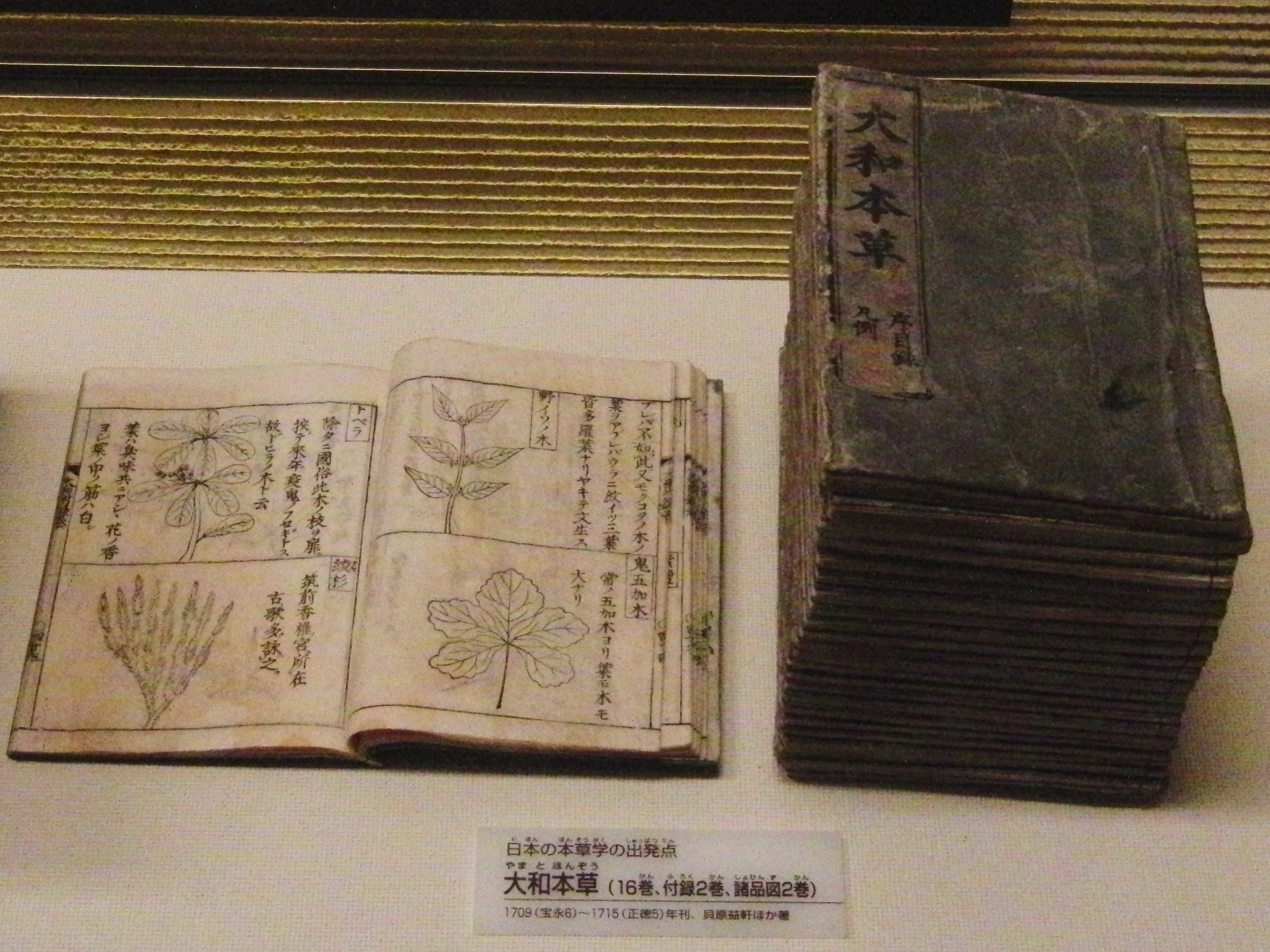
"Yamato honzō". Libro de botánica escrito por Kaibara Ekiken en 1709. Exhibido en el Museo Nacional de Ciencia de Japón, Tokio, Japón.

- Dazaifu engi jinja (Historia del santurario Dazaifu ).[3]
- Jingikun (Lecciones de las deidades).[3]
- Onna daigaku (Mayor aprendizaje para la Mujer), c. 1729.[4]
- Shinju Heiko aimotorazaru ron (Tratado sobre la no divergencia de Shinto y el confucianismo).[3]
- Yamato honzō" (hierbas medicinales de Japón) de 1709.
- Yamato sōhon (Gramíneas de Japón).[5]
- Yōjōkun (El libro de la vida nutritiva Principios), 1713.[5]